# Marie Jenney Howe
Marie Jenney Howe (Syracuse, 1870 – 1934) fue una activista y escritora feminista estadounidense, involucrada en el movimiento por el sufragio femenino.

## Trayectoria
Howe fue una sufragista. Trabajó como consejera universitaria. En 1897 se graduó en el Seminario Teológico Unitario en Meadville, Pensilvania. Fue asesora asistente de Mary Augusta Safford en Sioux City y Des Moines, Iowa. Formaba parte de la Liga de Consumidores de Cleveland. En Nueva York fue líder de la Asociación Nacional de Sufragio de Mujeres de América, organización que dejaría para unirse a la Unión del Congreso de Alice Paul. Más tarde se afilió al Partido Nacional de la Mujer. 
En 1926 se mudó a París para investigar la vida de George Sand, publicando una biografía, muy bien recibida por la propia escritora, George Sand: The Search for Love en 1927. Con la ayuda de la nieta de Sand, Aurore Sand, editó y tradujo una colección de sus diarios. Colaboró con muchos otros activistas y escritores en ensayos, artículos de revistas, discursos y obras de propaganda, incluidas al menos dos obras escritas con Rose Emmet Young, su compañera durante muchos años.

## Feminismo y el Club Heterodoxy
En 1899, después de leer Mujeres y economía: un estudio sobre la relación económica entre hombres y mujeres como factor de la evolución social, Howe se describió a sí misma como una "discípula" de Charlotte Perkins Gilman. En 1912, fundó la sociedad feminista literaria y de debate, Club Heterodoxy, en Greenwich Village, Nueva York. 
Durante la participación de los Estados Unidos en la Primera Guerra Mundial, Heterodoxy fue vigilada y tuvo que cambiar de local en cada reunión. Howe fue detenida por el Servicio Secreto en 1919 para ser interrogada sobre sus actividades políticas radicales.
El club Heterodoxy estaba formado por intelectuales feministas y radicales, entre las que se encuentran Charlotte Perkins Gilman, Fannie Hurst, Elisabeth Irwin y muchas otras, continuó hasta mediados de la década de 1940. 

## Vida personal
Howe se casó con el reformista político Frederic C. Howe en 1904. Se trasladaron a la ciudad de Nueva York en 1910.

## Obra
- 1912 - An Anti-Suffrage Monologue publicado por la Asociación Nacional Americana del Sufragio de Mujeres (NAWSA). Una conferencia satírica. (Una presentación contemporánea, retitulada Someone Must Wash the Dishes, fue creada en 1995. Dirigida por Warren Kliewer para The East Lynne Company, continúa siendo interpretada por Michele LaRue.)
- 1927 - George Sand: La búsqueda del amor. Garden City, Nueva York: Garden City Publishers,
- 1929 - Diario íntimo de George Sand. Prefacio de Aurore Sand. Nueva York: John Day, Inc., reimpreso Nueva York: Haskell House Pubs., 1975.
- 1936 - "El fumador de cigarros". Escrito con Rose Young.
- 1918 - "Contar la verdad en la Casa Blanca", una obra sobre la marcha del sufragio en Washington D. C., con Paula O. Jakobi.
- 1935 - Imposible George, una obra en tres actos.